# Avira Antivirus
AntiVir — серия антивирусных продуктов, выпускаемых немецкой компанией Avira GmbH. 7 декабря 2020 года компания Gen Digital (в то время NortonLifeLock) официально объявила о приобретении немецкого вендора Avira за 360 миллионов долларов.

## Программные продукты серии

### Avira Free Antivirus
Антивирус, бесплатный для личного использования. Продукт включает в себя резидентный монитор (который проверяет процессы при их попытке обратиться к файлам), сканер и программу автоматического или ручного обновления (в котором открывается окно с рекламным предложением приобрести коммерческую Premium-версию). Начиная с девятой версии имеется функция обнаружения рекламных программ, программ-шпионов и других вредоносных программ (ранее было только в Premium-версии). 

### Avira AntiVir Premium
Платная Premium версия персонального антивируса имеет ряд преимуществ по сравнению с бесплатной версией, наиболее значительные:
- обновления через Интернет выполняются гораздо быстрее (используются специальные серверы обновлений) и эффективнее (отсутствует рекламное окно и некоторые другие ограничения);
- защита от сайтов с вредоносным кодом;
- присутствует возможность проверки входящей и исходящей почты по протоколам POP3 и SMTP.

По результатам тестов AV-Comparatives в феврале 2009 года Avira Premium 8.2 обнаружила 99,7 % вирусов (второе место), но получила 2 звезды безопасности из-за того что заняла восьмое место в тесте на ложные срабатывания, а также заняла четвёртое место в тесте на скорость сканирования.

### Avira Internet Security
Пакет безопасности отличается от Premium тем, что были добавлены персональный Firewall, анти-спам, родительский контроль (блокировка сайтов, нежелательных для просмотра детьми), игровой режим.

### Avira Professional Security
Предназначен для защиты рабочих станций при использовании их в бизнесе. Он обладает всеми возможностями Avira AntiVir Premium и помимо этого защищает компьютеры в сети.

### Другие продукты серии
- AntiVir Server, AntiVir MailServer и AntiVir ProxyServer — защищают серверы данных, почтовые и прокси-серверы соответственно. Стоимость каждого из них составляет от €235 до десятков тысяч евро в зависимости от количества пользователей (от 10), времени действия лицензии (1, 3 или 5 лет) и уровня технической поддержки.[3]

- AntiVir Mobile — несуществующий ныне антивирус для КПК и смартфонов под управлением Windows Mobile и Symbian OS. На дату ноябрь 2011 г. продажа продукта прекращена, поддержка прекращена 31 декабря 2011 года.

- AntiVir Free Android Security — приложение для платформы Android, которое поможет найти устройство в случае потери.

- AntiVir Free Mac Security — бесплатный антивирус для защиты пользователей Macintosh.

## Награды
- Platinum Performance Award On-Demand Scanning за февраль 2010 г. от Anti-Malware.ru[4]
- Gold Parental Control Award за декабрь 2012 г. от Anti-Malware.ru[5]

## Факты
Движок Avira AntiVir используют и другие вендоры. Среди них финский F-Secure и китайский — 360 Total Security.